# Victor Papanek
Victor Papanek est un designer austro-américain né à Vienne en 1923 et mort à Lawrence (Kansas) le 14 janvier 1998.
Défenseur d'un design responsable d'un point de vue écologique et social, il désapprouve les produits industriels qu'il juge peu sûrs, ostentatoires, maladaptés et souvent inutiles. Ses productions et écrits sont considérés comme des exemples par de nombreux designers. 

## Études
Victor Papanek commence ses études en Angleterre et émigre ensuite aux États-Unis pour étudier le design et l'architecture. Il collabore avec l'architecte Frank Lloyd Wright en 1949. Il est diplômé de la Cooper Union de New York en 1950 et du MIT en 1955.
Victor Papanek s'intéressant à l'anthropologie, il travaille pendant plusieurs années avec des Navajos et des Inuits. Il estime en effet que, lorsque la conception est simplement technique, elle détruit le contact avec ce qui est nécessaire aux personnes.

## Carrière
Victor Papanek a enseigné à l'Université de Purdue, à l'Université de l'École d'art et de design de l'Ontario et au California Institute of the Arts

## Réalisations
- Nomadic Furniture, Victor Papanek et James Hennessy, 1973 [4]
- The Tin Can Radio, Victor Papanek, 1965 [5]
- Tetrakaidecahedral,Victor Papanek, 1973-1975 [6]

## Citation
« le design est devenu l'outil le plus puissant avec lequel l'homme forme ses outils et son environnement »[réf. nécessaire].

« Le designer n'est alors logiquement rien de plus (et
rien de moins) qu'un outil mis entre les mains du peuple. »

— Victor Papanek, Design for the Real World, 1973, p.133